# Platinocianeto de bário
Platinocianeto de bário é um material fosforecente ,ou seja, composto químico capaz de emitir uma luminescência verde.
Quando submetido a uma radiação Ultravioleta, violeta ou azul, emitirá sempre o mesma coloração verde.
Se for iluminado por raios luminosos amarelos ou vermelhos não exibirá nenhuma Luminescência e se limita a refletir a luz incidente.
Graças a  esse composto também possuir sensibilidade aos Raios X, é citado como o constituinte ativo da tela fluorescente que Wilhelm Conrad Röntgen utilizou em seu clássico experimento quando descobriu esta radiação.